# Acordo de Ancara (1963)
O Acordo de Ancara de 1963 foi um tratado que estabeleceu o quadro para a cooperação entre a Turquia e a Comunidade Econômica Europeia (CEE), que mais tarde se tornou a União Europeia (UE). O acordo visava a criação de uma união aduaneira entre as partes, bem como a livre circulação de trabalhadores, estabelecimento e serviços. O acordo também previa assistência financeira da CEE à Turquia, incluindo empréstimos no valor de 175 milhões de ECU durante o período de 1963 a 1970. O acordo foi assinado em 12 de setembro de 1963 em Ancara, capital da Turquia, e entrou em vigor em 1 de dezembro de 1964.
O acordo foi resultado de um pedido de associação da Turquia à CEE, feito em julho de 1959, logo após a criação da CEE em 1958. A CEE respondeu sugerindo o estabelecimento de uma associação como uma medida intermediária para a plena adesão. Isso levou a negociações que resultaram no Acordo de Ancara em 1963.
O acordo iniciou um processo de três etapas para a criação de uma união aduaneira, que ajudaria a garantir a plena adesão da Turquia à CEE. A união aduaneira implicaria a integração das políticas econômica e comercial, que a CEE considerava necessária. Um Conselho de Associação, criado pelo acordo, controla seu desenvolvimento e dá efeito detalhado ao acordo, tomando decisões. Em 1970, a Turquia e a CEE concordaram com um Protocolo Adicional ao Acordo, que estabeleceu um cronograma para a eliminação das tarifas e cotas sobre os bens.
Os resultados foram mistos; as concessões comerciais da CEE à Turquia, na forma de quotas tarifárias, mostraram-se menos eficazes do que o esperado, mas a participação da CEE nas importações turcas aumentou substancialmente durante o período.O acordo buscava a livre circulação de trabalhadores, estabelecimento e serviços, incluindo a harmonização quase total com as políticas da CEE relacionadas ao mercado interno. No entanto, excluía a Turquia de posições políticas e impedia seu recurso ao Tribunal de Justiça Europeu para a resolução de litígios em certa medida. 
Com a substituição da CEE pela União Europeia com a entrada em vigor do Tratado de Lisboa, o Acordo de Ancara passou a reger as relações entre a Turquia e a UE.   O acordo, seu Protocolo Adicional e as Decisões do Conselho de Associação fazem parte do direito da CEE. O Tribunal de Justiça Europeu decidiu que esses documentos conferem direitos específicos aos nacionais e empresas turcos que os Estados-Membros da CEE são obrigados a respeitar pelo direito da CEE. Nos termos do artigo 6.º, n.º 1, da Decisão 1/80 do Conselho de Associação, os nacionais turcos legalmente empregados num Estado-Membro da CEE por um determinado período adquirem direitos de permanecer ou mudar de emprego nesse Estado: 
- um nacional turco legalmente empregado pelo mesmo empregador durante um ano tem o direito de autorização do Estado-Membro para permanecer nesse emprego;
- um nacional turco legalmente empregado durante três anos numa determinada área de trabalho tem o direito de autorização do Estado-Membro para exercer uma atividade por conta de outrem junto de qualquer empregador nessa área;
- um nacional turco legalmente empregado durante quatro anos tem o direito de autorização do Estado-Membro para exercer uma atividade por conta de outrem junto de qualquer empregador.